# Rob Paulsen
Robert Fredrick Paulsen III, detto Rob (Detroit, 11 marzo 1956), è un attore e doppiatore statunitense.

## Biografia

### Vita privata
È stato sposato dal 1979 al 1982 con Carol Anne Schnarr; dal 1983 è sposato con Parrish Todd da cui ha avuto un figlio, Ashton (1984).

## Filmografia parziale

### Doppiaggio

#### Cinema e Home video
- In viaggio con Pippo (A Goofy Movie), regia di Kevin Lima (1995)
- Estremamente Pippo (An Extremely Goofy Movie), regia di Douglas McCarthy (2000)
- La sirenetta II - Ritorno agli abissi (The Little Mermaid II: Return to the Sea), regia di Jim Kammerud e Brian Smith (2000)
- Alvin e i Chipmunks incontrano l'Uomo Lupo (Alvin and the Chipmunks Meet the Wolfman), regia di Kathi Castillo (2000)
- Lilli e il vagabondo II - Il cucciolo ribelle (Lady and the Tramp II: Scamp's Adventure), regia di Darrell Rooney e Jeannine Roussel (2001)
- Cenerentola II - Quando i sogni diventano realtà (Cinderella II: Dreams Come True), regia di John Kafka (2001)
- Ritorno all'Isola che non c'è (Return to Never Land), regia di Robin Budd e Donovan Cook (2002)
- Provaci ancora Stitch! (Stitch! The Movie), regia di Tony Craig e Roberts Gannaway (2003)
- Topolino, Paperino, Pippo: I tre moschettieri (Mickey, Donald, Goofy: The Three Musketeers), regia di Donovan Cook (2004)
- Red e Toby nemiciamici 2 (The Fox and the Hound 2), regia di Jim Kammerud (2006)
- Cenerentola e gli 007 nani (Happily N'Ever After), regia di Paul J. Bolger (2006)
- Cenerentola - Il gioco del destino (Cinderella III: A Twist in Time), regia di Frank Nissen (2007)
- La sirenetta: Quando tutto ebbe inizio (The Little Mermaid: Ariel's Beginning), regia di Peggy Holmes (2008)
- Trilli (Tinker Bell), regia di Bradley Raymond (2008)
- Trilli e il tesoro perduto (Tinker Bell and the Lost Treasure), regia di Klay Hall (2009)
- Trilli e il grande salvataggio (Tinker Bell and the Great Fairy Rescue), regia di Bradley Raymond (2010)
- Trilli e il segreto delle ali (Secret of the Wings), regia di Bobs Gannaway e Peggy Holmes (2012)
- Batman: The Dark Knight Returns - Part 1, regia di Jay Oliva (2012)
- Batman: The Dark Knight Returns - Part 2, regia di Jay Oliva (2013)
- Trilli e la nave pirata (The Pirate Fairy), regia di Peggy Holmes (2014)
- Thumb Wars IX: The Thighs of Skyskipper, regia di Steve Oedekerk (2019)

#### Televisione
- I Puffi (The Smurfs) – serie TV, 3 episodi (1985-1989)
- Gli Snorky (Snorks) – serie TV, 52 episodi (1985-1988)
- I Gummi (Adventures of the Gummi Bears) – serie TV, 18 episodi (1986-1991)
- Tartarughe Ninja alla riscossa (Teenage Mutant Ninja Turtles) – serie TV, 170 episodi (1987-1995)
- Cip & Ciop agenti speciali (Chip 'n' Dale Rescue Rangers) – serie TV, 18 episodi (1989)
- I favolosi Tiny (Tiny Toons) – serie TV, 42 episodi (1990-1992)
- Tazmania (Taz-Mania) – serie TV, 52 episodi (1991-1995)
- Darkwing Duck – serie TV, 14 episodi (1991-1992)
- Ecco Pippo! – serie TV, 78 episodi (1992)
- La famiglia Addams (The Addams Family) – serie TV, 13 episodi (1992-1993)
- Animaniacs – serie TV, 99 episodi (1993-1998)
- Biker Mice da Marte (Biker Mice from Mars) – serie TV, 65 episodi (1993-1996)
- Sonic – serie TV, 26 episodi (1993-1994)
- Mighty Max – serie TV, 40 episodi (1993-1994)
- The Tick – serie TV, 34 episodi (1994-1996)
- Mignolo e Prof. (Pinky and the Brain) – serie TV, 65 episodi (1995-1998)
- The Mask – serie TV, 54 episodi (1995-1997)
- I misteri di Silvestro e Titti (The Sylvester & Tweety Mysteries) – serie TV, 5 episodi (1995-1998)
- Timon e Pumbaa – serie TV 17 episodi (1995-1999)
- Il laboratorio di Dexter (Dexter's Laboratory) – serie TV, 26 episodi (1996-2003)
- Le Superchicche (The Powerpuff Girls) – serie TV, 11 episodi (1998-2004)
- Pinky, Elmyra & the Brain – serie TV, 25 episodi (1998-1999)
- Picchiarello (The Woody Woodpecker Show) – serie TV, 6 episodi (1999-2002)
- Due fantagenitori (The Fairly OddParents) – serie TV, 40 episodi (2001-2016)
- Samurai Jack – serie TV, 4 episodi (2001-2017)
- House of Mouse - Il Topoclub (House of Mouse) – serie TV, 2 episodi (2001)
- Kim Possible – serie TV, 20 episodi (2002-2007)
- Le avventure di Jimmy Neutron (The Adventures of Jimmy Neutron, Boy Genius) – serie TV, 55 episodi (2002-2006)
- Lilo & Stitch (Lilo & Stitch: The Series) – serie TV, 27 episodi (2003-2006)
- Dave il barbaro (Dave the Barbarian) – serie TV, 4 episodi (2004)
- Danny Phantom – serie TV, 37 episodi (2004-2007)
- Catscratch – serie TV, 20 episodi (2005-2007)
- Loonatics Unleashed – serie TV (2005-2007)
- Teen Titans – serie TV, 2 episodi (2005)
- The Replacements: Agenzia Sostituzioni (The Replacements) – serie TV, 24 episodi (2006-2009)
- Manny tuttofare (Handy Manny) – serie TV 1 episodio (2006)
- Alla ricerca della Valle Incantata (The Land Before Time) – serie TV, 27 episodi (2007-2008)
- Ben 10 – serie TV, 3 episodi (2007)
- I pinguini di Madagascar (The Penguins of Madagascar) – serie TV, 6 episodi (2009-2012)
- La casa di Topolino (Mickey Mouse Clubhouse) – serie TV, 21 episodi (2010-2015)
- Teenage Mutant Ninja Turtles - Tartarughe Ninja (Teenage Mutant Ninja Turtles) – serie animata, 124 episodi (2012-2017)
- Rick and Morty – serie TV, 5 episodi (2013-2017)
- Topolino e gli amici del rally (Mickey and the Roadster Racers) – serie TV, 3 episodi (2017-2019)
- DuckTales – serie TV, 6 episodi (2019-2020)
- Animaniacs – serie TV, 13 episodi (2020)